# Leonardo De Lorenzo
Leonardo De Lorenzo, italijanski flavtist; * 29. avgust 1875, Viggiano, Kraljevina Italija, † 29. julij 1962, Santa Barbara, ZDA.

## Življenjepis
Leonardo De Lorenzo se je rodil v kraju Viggiano. Flavte se je začel učiti, ko je bil star 8 let in je z učenjem nadaljeval na konservatoriju "San Pietro a Majella" v Neaplju. Zaradi službenih razlogov je moral opustiti študije pri 16 letih, ko je emigriral v Združene države Amerike. Leta 1896 se je vrnil v Italijo, da bi lahko opravljal obvezno vojaško službo v Alessandrii.
V tem obdobju je De Lorenzo pričel z ustvarjanjem svojih prvih skladb, ki jih je kasneje objavil v delu Nove studi artistici (devet umetniških študij) založnik Julius Heinrich Zimmermann. Po koncu vojaške službe je potoval po Nemčiji, Angliji, Južnoafriški republiki in se leta 1907 vrnil v Neapelj, kjer je dokončal svoj glasbeni študij. Leta 1909 se je vrnil v ZDA, kjer je dobil službo v newyorškem simfoničnem orkestru (ki jo je takrat vodil Gustav Mahler) v vlogi prve flavte.
Kasneje je služboval v orkestrih Minneapolis, Los Angeles in Rochester, kjer je bil tudi profesor flavte na tamkajšnji glasbeni šoli. Izmed njegovih dijakov naj omenimo Juliusa Bakerja, enega izmed največjih flavtistov 20. stoletja. Leta 1935 se je upokojil in se z ženo, pianistko Maude Peterson, nastanil v Kaliforniji, kjer se je posvetil komponiranju. Leta 1951 je objavil delo My Complete Story of the Flute, ki je doživelo enkraten uspeh in je postalo eno izmed najuspešnejših glasbenih del za flavto. Vse raziskave je flavtist 25. okrobra 1953 podaril Univerzi Južne Kalifornije iz Los Angelesa.
De Lorenzo je umrl 29. julija 1962 na svojem domu v Santa Barbari, v Kaliforniji.
Njemu v spomin je posvečeno mednarodno tekmovanje iz flavte v Viggianu.

## Dela
- Appassionato, fantazija za flavto, op. 5
- Giovialità, za flavto in klavir, op. 15
- Saltarello, za flavto, op. 27
- Carnevale di Venezia, za flavto
- Nove grandi studi
- I tre virtuosi, capriccio brillante za 3 flavte, op. 31
- I seguaci di Pan, capriccio za 4 flavte, op. 32
- Non plus ultra, 18 cappricev za flavto, op. 34
- Pizzica-Pizzica, za flavto, op. 37
- Suite mitologica, za flavto, op. 38
- Idillio, za flavto in klavir, op. 67
- Improvviso, za flavto in klavir, op. 72
- Sinfonietta (Divertimento Flautistico), za 5 flavt, op. 75
- Trio Eccentrico, za flavto, klarinet in fagot, op. 76
- Trio Romantico, za flavto, oboo in klarinet, op. 78
- I quattro virtuosi (Divertimento fantastico), za flavto, oboo, klarinet in fagot, op. 80
- Capriccio, za 4 flavte, op. 82

## Didaktična dela
- L'Indispensabile. A complete modern school for the flute (1912)
- My complete story of the flute (1951)